# Fernando Martínez Sanabria
Fernando Martínez Sanabria (Madrid, 1925-Bogotá, 1991), conocido como El Mono o El Chuli, fue un arquitecto colombiano nacido en España. Llegó a Colombia en 1938 a causa de la guerra civil española, fue profesor de la Universidad Nacional de Colombia, y es considerado como el pionero de la arquitectura orgánica en Colombia. Dentro de sus obras más representativas se encuentran la renovación urbana de la Plaza de Bolívar, la Caja de Sueldos de Retiro de la Policía Nacional, la plaza de acceso a la Universidad Nacional sobre la avenida NQS y el edificio de la Caja Agraria en Barranquilla.

## Vida
Fernando Martínez Sanabría nació en Madrid, España, en 1925, hijo de Isabel Sanabria y Fernando Martínez Dorrién, cuyos ancestros provenían de Gales e Irlanda. Su padre fue publicista y fundador de la revista Stampa, además de secretario del presidente español Manuel Azaña. La familia Martínez, tras residir en París dos años, emigró a Colombia en 1938 debido a la guerra civil española, gracias a la intermediación del ministro embajador de Colombia en España, Manuel Marulanda, ante el presidente de Colombia Eduardo Santos Montejo.
Fernando Martínez estudió en el Gimnasio Moderno, donde terminó sus estudios de bachillerato en 1942, para luego ingresar a la Universidad Nacional, donde estudió Arquitectura. Fue un estudiante destacado, en 1944 obtuvo las mejores calificaciones y en 1946 obtuvo la matrícula de honor. En 1947 presentó la tesis Puerto Aéreo de Bogotá con la cual obtuvo el título de arquitecto con una calificación sobresaliente.
Cuando Martínez conoció a Le Corbusier en las visitas que el maestro suizo hizo a Bogotá a partir de 1948 para realizar el Plan Piloto de la capital, estuvo tentado a irse a trabajar a la oficina de este en París, pero finalmente se arrepintió. Martínez después de graduarse comenzó su labor de toda la vida como profesor de la Universidad Nacional e ingresó a trabajar al Ministerio de Obras Públicas.
En 1951 funda su propia oficina con Jaime Ponce de León. En 1957 se asocia con Guillermo Avendaño, quien fue su socio el resto de su vida. Compartió la docencia con los destacados arquitectos Eugenia Mantilla de Cardoso y Guillermo Bermúdez. También trabajó en algunos proyectos y concursos con Rogelio Salmona.
En 1959 participa en el concurso para el Colegio Emilio Cifuéntes, el cual no gana. Sin embargo, este proyecto marca el inicio de la “arquitectura orgánica” en Colombia, bajo la influencia de las ideas de Alvar Aalto y Hans Scharoun. Por este proyecto Martínez obtiene el premio a la mejor obra dibujada en la primera Bienal Colombiana de Arquitectura.
Los años 1960 fueron la década dorada de Martínez, realizando en este periodo la mayoría y mejor parte de su obra. Martínez fue hombre muy culto, poseyó una gran biblioteca,  era experto en música clásica y excelente ilustrador y pintor. Participó en tertulias y del ambiente artístico y literario, donde se hizo amigo de Marta Traba, Alejandro Obregón, Fernando Botero y Alberto Zalamea y promocionó a jóvenes talentos como Bernardo Salcedo, Feliza Bursztyn y el fotógrafo Hernán Díaz. En estos mismos círculos conoció y se hizo amigo de personajes de alta sociedad colombiana como Hernando Santos Castillo y Julio Mario Santo Domingo, quienes le encargaron varios sus proyectos. En 1982 obtuvo la nacionalidad colombiana.
Martínez era aficionado a las carreras de caballos y a la crianza de estos animales, la cual practicó en su finca de Sopó. De la vida privada de Martínez se sabe que era homosexual. Entre sus amigos era conocido como el Chuli y en el ambiente arquitectónico como el Mono. Murió a finales de 1991 debido a un cáncer.
Tras su muerte, en 1992 se creó el Premio Fernando Martínez Sanabria, que premia el mejor diseño arquitectónico en las bienales colombianas de arquitectura.

## Obra

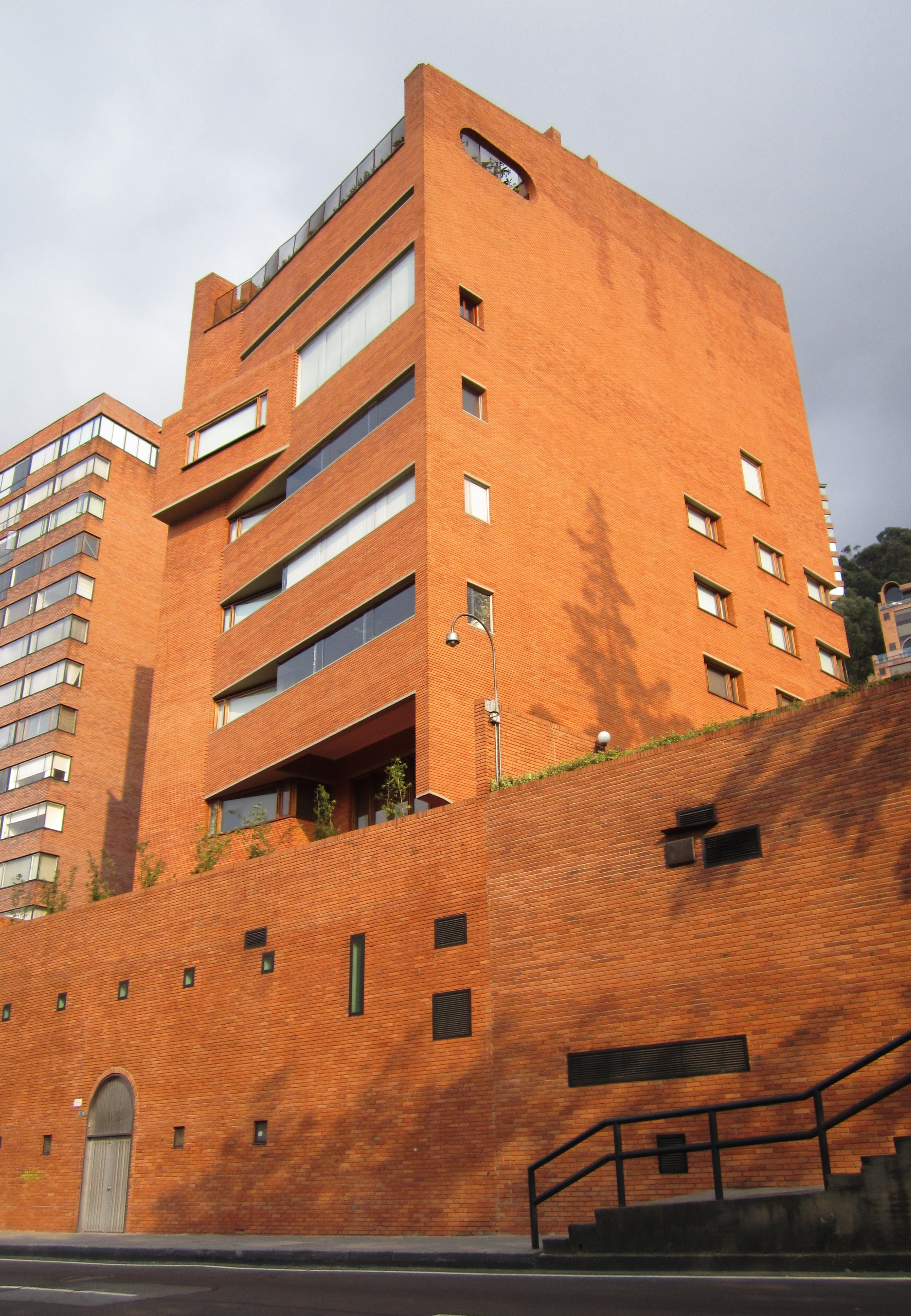
Edificio Santo Domingo en la carrera Séptima con calle 88 de Bogotá.

- Casas barrio Veraguas, Bogotá 1956.(clásico de la arquitectura)
- Edificio Giraldo, Bogotá 1958.(Edificio patrimonial, Cultural, arquitectónico)
- Plaza de Bolívar, Bogotá 1960.
- Facultad de Ciencias Económicas de la Universidad Nacional, Bogotá 1960-1970, con Guillermo Bermúdez.
- Casas Martínez , Bogotá 1957-1961.
- Hotel Hilton, Bogotá 1963.[8]
- Casas El Refugio, Bogotá 1962-1963.
- Caja Agraria, Barranquilla 1961-1965.
- Concurso para el Centro Turístico Euro-Kursaal, San Sebastián, España 1965.
- Edificio Santo Domingo, Bogotá 1969.[9]